# Angrobia simsoniana
Angrobia simsoniana là một loài ốc nước ngọt cỡ nhỏ có nắp, là động vật thân mềm chân bụng sống dưới nước trong họ Hydrobiidae. Đây là loài đặc hữu của Úc.